# Elena Tikhanina
Elena Tikhanina, née le 27 mai 1977, est une patineuse de vitesse sur piste courte russe.

## Biographie
Elle est médaillée de bronze du 500 mètres aux Championnats d'Europe de patinage de vitesse sur piste courte 1997.
Elle participe aux Jeux olympiques de 1998.